# Crociera (architettura)

Pianta di una chiesa con legenda colorata delle diverse parti architettoniche.

La crociera è una porzione di spazio definita dall'incrocio della navata centrale e del transetto che si trova nelle chiese in pianta a croce latina o greca.
Tipicamente nelle chiese romaniche o gotiche la crociera delimita a ovest la navata, a nord e a sud i bracci del transetto e a est il coro o presbiterio.
Si può parlare di crociera separata o non separata, a seconda che questa si differenzi o meno rispetto al resto della navata; nel caso di crociera separata, talvolta al di sopra di essa si trova una torre (detta lanterna, se permette l'illuminazione della chiesa) o una cupola, che hanno tra l'altro la funzione di evidenziare l'incrocio dei bracci della croce. Queste parti gravano in maniera importante sui sostegni sottostanti, per questo i pilastri che sostengono ai quattro angoli della crociera sono solitamente più massicci degli altri che sostengono parti più leggere della copertura.
Nel primo Medioevo la crociera era utilizzata come modulo costruttivo o unità di misura, i multipli del quale andavano a definire le profondità di navata e transetto.